# 이현진 (성우)
이현진(1972년 11월 15일 ~ )은 대한민국의 여자 성우이다. 1995년 10월 투니버스 1기 공채 성우로 데뷔했다.
이지적이고 차분한 목소리로 데뷔 초에는 여성스러운 캐릭터를 주로 맡았지만 《블리치》의 쿠치키 루키아나 《나루토》의 하쿠와 같은 보이쉬한 소녀나 소년역할도 맡아 연기하기도 한다. 또 《아즈망가 대왕》의 조지나같은 폭주캐릭터나,《다!다!다!》의 크리스같은 이중인격캐릭터를 연기해 성우팬 중에서는 소위 ‘이중인격 전문성우’라고도 한다.
혈액형은 B형이다. 학창시절부터 목소리가 좋다는 평을 들으며 학내 방송에 자주 참가했고 성우가 되기로 마음먹은 것은 중학교 시절이라고 한다. MBC 아카데미와 언더그라운드 성우 생활을 거쳐 1995년 온미디어 성우극회(투니버스) 성우 1기 공채에 합격하여《고인돌가족 플린스톤》의 ‘레코드판 돌리는 새’역으로 데뷔했다. 1998년 10월부터는 프리랜서로 일한다. 2002년 후반기부터 일시적으로 활동을 중단하였으나, 2004년 12월 《RAVE》로 다시 성우 활동을 재개하였으며, 2012년 딸을 낳았다.

## 주요 출연작

### TV 애니메이션
- 가정교사 히트맨 리본 (투니버스) - 크롬
- 건스미스 캣츠 (투니버스) - 라리 빈센트
- 고스트 바둑왕 (투니버스) - 도우야 아키라
- 고인돌가족 플린스톤 (투니버스)
- 그 남자! 그 여자! (투니버스) - 남가영
- 개구리 중사 케로로 (투니버스) - 유나라, 치로로
- 꾸러기 마녀 노노 (투니버스) - 한나, 비트
- 꿈빛 파티시엘 (투니버스) - 현마리, 스위트 여왕, 허니, 하늬
- 꿈빛 파티시엘 프로페셔널 (투니버스) - 현마리
- 나루토 (투니버스) - 하쿠
- 나루토 질풍전 (투니버스) - 하쿠
- 다!다!다! (투니버스) - 크리스틴
- 대운동회 OVA (투니버스) - 크리스 크리스토퍼
- 로젠메이든 트로이멘트 (퀴니) - 바라스이쇼
- 레이브 (투니버스)
- 마법소녀 리리칼 나노하 (퀴니) - 크로노 하라오운, 츠키무라 시노부
- 명탐정 코난 (투니버스, 애니맥스) - 유미란, 마트 점원
- 몬스터 (투니버스) - 안나 리베르트(니나 폴트너)
- 미나미家 세자매 (애니박스) - 미나미 하루카
- 미나미家 세자매 2기 ~ 한 그릇 더 (애니박스) - 미나미 하루카
- 미도리의 나날 (투니버스) - 세야
- 블리치 (투니버스, 애니맥스) - 쿠치키 루키아, 유이, 미즈호
- 배틀짱 (투니버스) - 아논
- 선계전 봉신연의 (투니버스) - 왕귀인
- 숲속의 전설 무시킹 (투니버스) - 포포
- 슈가슈가 룬 (투니버스) - 바닐라 뮤
- 시티헌터 (투니버스) - 나오미
- 시험의 신 (투니버스)
- 신기동전기 건담W (투니버스) - 리리나 피스크래프트
- 신비의 세계 엘하자드 (투니버스) - 마사 미사테라(물의 신관)
- 신비한 별의 쌍둥이 공주 (투니버스) - 밀키, 프린세스 그레이스, 하니
- 스모모모모모모 ~지상최강의 신부~ (애니박스) - 나카지마 사나에
- 스위트 프리큐어♪ (대원방송) - 아프로디테
- 슬레이어즈 (투니버스) - 실피르 넬스 라다, 마르티나
- 슬레이어즈 TRY (투니버스) - 마르코, 네로
- 슬레이어즈 NEXT (투니버스) - 실피르 넬스 라다, 마르티나
- 아깨비의 과학여행 (KBS)
- 아기와 나 (KBS) - 진이
- 아리아 디 애니메이션 (애니맥스) - 아리시아 플로렌스
- 아리아 더 내츄럴 (애니맥스) - 아리시아 플로렌스
- 아리아 디 오리지네이션 (애니맥스) - 아리시아 플로렌스
- 아리아 OVA 아리에타 (애니맥스) - 아리시아 플로렌스
- 아미테이지 더 서드 (투니버스) - 나오미 아미테이지
- 아즈망가대왕 (투니버스) - 조지나
- 영혼기병 라젠카 (MBC) - 로비나
- 오! 나의 여신님 (투니버스) - 베르단디
- 올림포스 가디언 (SBS) - 에리스, 상아
- 에어 (애니맥스) - 토오노 미나기
- 엔젤릭 레이어 (투니버스) - 은비, 주수아
- 전설의 마법 쿠루쿠루 (투니버스) - 에나, 니케 엄마
- 쥬베이짱 - 시베리아 야규의 역습 (투니버스) - 야규 프리샤
- 지구방위가족 (투니버스) - 담임 선생님
- 총몽 (투니버스) - 가리
- 출동 12레인저 (투니버스) - 몽치, 오로라 공주
- 침략! 오징어 소녀 (투니버스) - 타나베 코즈에
- 침푸이 (투니버스) - 침푸이
- 투하트 (투니버스) - 이성주
- 트리니티 블러드 (투니버스) - 에스델 블랑쉐
- 카레이도 스타 (투니버스) - 안나 하트
- 캡틴 테일러 (투니버스) - 김경화
- 크르노 크루세이드 (투니버스) - 피오레
- 클램프 학원 탐정단 (투니버스)
- 현시연 (애니맥스) - 오노 카나코
- 환상게임 (투니버스) - 유묘
- 하얀마음 백구 (SBS) - 신선생
- 한자왕 주몽 (MBC) - 영포, 지현
- 일지매 (SBS) - 예분
- 재동아 학교가자 (투니버스)
- 로보짱 큐빅스 (KBS) - 로봇
- 말하는 강아지 마사 (투니버스) - TD
- 듀얼 레전드 제로 (재능TV) - 하쿠오
- 듀얼 레전드 쇼크 (재능TV) - 하쿠오
- 소년탐정 김전일 (투니버스) - 조수하
- 녹색의 전설 (투니버스) - 호란
- 오! 패밀리 (투니버스) - 조나단
- 프란체스코의 아름다운 세상 (투니버스) - 루이지
- 뽀빠이 (투니버스) - 페빠이
- 엄지공주의 모험 (투니버스) - 카산드라
- 신데렐라 (투니버스) - 후견인
- 헨델과 그레텔 (투니버스) - 헨델
- 환상마전 최유기 (애니원)
- 제비뽑기 언밸런스 OVA (애니맥스) - 카스미
- 빙쵸탄 (애니맥스) - 알로에
- 졸업 - 세일러 빅토리 (애니맥스) - 수아
- 마법 냐옹이 타루토 (애니맥스) - 까끼삐
- 이야기 극장 - 헬로 키티와 친구들 (애니맥스) - 샘
- 버드나무 사이로 부는 바람 (투니버스)
- 모두 착한 아이에요 (투니버스) - 하나
- 붉은광탄 질리온 (투니버스)
- 미소녀 전사 익셀리온 (투니버스) - 한나
- 별나라친구 올리 (투니버스) - 올리
- 영원의 나라 게쉬탈트 (투니버스) - 지지
- 초인 로크 - 신세기 블루스 (투니버스) - 장관
- 부기팝은 웃지 않는다 (투니버스) - 강수하
- 엄마는 4학년 (투니버스) - 마리오
- 닌자펭귄 땡글이 (투니버스) - 땡글이
- 초기동전설 다이나기가 (투니버스) - 나나
- 더티페어 FLASH (투니버스)
- 바다요정 스노크 (재능TV) - 큰별이
- 제로의 사역마 ~쌍월의 기사~ (애니맥스) - 아니에스
  - 제로의 사역마 ~프린세스 론도~ (애니맥스) - 아니에스
- 이트맨 (투니버스)
- 루팡 3세 (투니버스)
- 엑스 드라이버 (투니버스) - 로나
- 아침안개의 무녀 (투니버스) - 어린 타다히로, 시즈카
- 록맨 에그제 엑서스 (투니버스) - 란
- 음양대전기 (투니버스) - 호린
- 에어마스터 (투니버스) - 미나구치 유키
- 바람의 전사 (투니버스)
- 멜티랜서 (투니버스) - 멜비나
- 여신전사 (투니버스) - 레인
- 오즈 (투니버스) - 1024
- 내 사랑 유미 (투니버스)
- 기신병단 (투니버스)
- 오거스 02 (투니버스) - 도리아
- 피블의 모험4 (MBC 무비스) - 넬리
- 건방진 천사 (퀴니) - 케이코
- 스켓 댄스 (투니버스) - 하원이
- 크로스파이트 비드맨 (투니버스) - 고요한 / 천루리
- 웨딩피치 (투니버스) - 라일리
- 마기 (카툰 네트워크, 애니맥스, 투니버스) - 모르지아나 / 이청순
- 바쿠만 (애니박스) - 아즈키 미호
- 스위트 프리큐어 (챔프) - 아프로디테
- 외계돼지 피피 (KBS) - 치치
- 드래건 드라이브 (투니버스) - 메구루
- 터닝메카드 (KBS) - 반다인, 블루랜드의 여왕
- 터닝메카드 W (KBS) - 반다인, 블루랜드의 여왕, 손나영, 김산
- 터닝메카드 R (KBS) - 반다인
- 베리 VS 프라이미벌 (카툰 네트워크) - 세야
- 베리와 핑크팬더 (재능TV) - 모르지아나
- 베리와 아카메 VS 프라이미벌 2 (카툰 네트워크) - 세야, 모르지아나
- 학교유령 (투니버스)
- 새콤달콤 캐치! 티니핑 - 새콤핑

### 극장용 애니메이션
- 명탐정 코난 극장판
  - 명탐정 코난: 시한장치의 마천루 - 유미란
  - 명탐정 코난: 14번째 표적 - 유미란
  - 명탐정 코난: 세기말의 마술사 - 유미란
  - 명탐정 코난: 눈동자 속의 암살자 - 유미란
  - 명탐정 코난: 천국으로의 카운트다운 - 유미란
  - 명탐정 코난: 베이커가의 망령 - 유미란
  - 명탐정 코난: 은빛 날개의 마술사 - 유미란
  - 명탐정 코난: 수평선상의 음모 - 유미란
  - 명탐정 코난: 탐정들의 진혼가 - 유미란
  - 명탐정 코난: 칠흑의 추적자 - 유미란
  - 명탐정 코난: 천공의 난파선 - 유미란
  - 명탐정 코난: 침묵의 15분 - 유미란
  - 명탐정 코난: 11번째 스트라이커 - 유미란
  - 명탐정 코난: 루팡 3세 vs 명탐정 코난 - 유미란
  - 명탐정 코난: 이차원의 저격수 - 유미란
  - 명탐정 코난: 코난 실종사건 ~사상 최악의 이틀~ - 유미란
  - 명탐정 코난: 화염의 해바라기 - 유미란
  - 명탐정 코난: 진홍의 연가 - 유미란
  - 명탐정 코난: 제로의 집행인 - 유미란
  - 명탐정 코난: 감벽의 관 - 유미란
  - 명탐정 코난: 100만 달러의 오릉성 - 유미란
- 개구리 중사 케로로 - 최종병기 키루루입니다 (투니버스) - 유나라
- 초극장판 케로로 군조 2: 심해의 프린세스입니다! (투니버스) - 유나라
- 케로로 더 무비: 케로로 vs 케로로 천공대결전 (투니버스) - 유나라
- 케로로 더 무비: 드래곤 워리어 (투니버스) - 유나라
- 케로로 더 무비: 기적의 사차원섬 (투니버스) - 유나라
- 꼬마마녀 요요와 네네(MOVIE) - 네네
- 가디언의 전설 - 길피(에밀리 바클레이)
- 은하철도 999 극장판 1기 - 에메랄다스(메텔의언니)(투니버스)
- 은하철도 999 극장판 2기안녕!은하철도999 - 에메랄다스(메텔의언니)(투니버스)
- 터닝메카드 W: 반다인의 비밀 - 반다인, 블루랜드의 여왕, 손나영, 김산

### 영화
- 세상에서 가장 슬픈 유혹(SBS)
- 플레전트빌(SBS)

### 외화
- 가면라이더 드래건 (투니버스) - 유이 (스기야마 아야노)
- 명탐정 코난 드라마 스페셜 - 남도일에게 보내는 도전장 (투니버스) - 유미란 (쿠로카와 토모카)
  - 명탐정 코난 드라마 스페셜 - 남도일의 부활 (투니버스) - 유미란 (쿠로카와 토모카)
  - 명탐정 코난 드라마스페셜 - 괴조 전설의 수수께끼 (투니버스) - 유미란
- 프로파일러 (SBS) - 클로이 (캐이틀린 와치스)
- 리지는 사춘기 (투니버스) - 미란다 (라레인)
- 어린이 경찰 (투니버스) - 하자마 세이시로 (마리우스 요)
- 정글북 - 카아(스칼릿 요한슨)

### 게임
- 두근두근 메모리얼 - 후지사키 시오리
- 루니아 전기 - 칼리 에센바흐
- 마비노기 영웅전 - 티이
- 미소녀 닌자모험기1 - 이즈미
- 센티멘탈 그래피티 - 성미나
- 소녀 마법사 파르페 - 레네트 킬슈, 파르페 엄마
- 신세기 에반게리온 강철의 걸프렌드 - 아카기 리츠코
- 진삼국무쌍3 - 손상향
- 진삼국무쌍4 - 성채
- 창세기전 III part 2 - 디에네 라미엘,나야트레이
- 창세기전 템페스트 - 오필리아 버킹엄
- 타르타로스 온라인 - 소마 , 클라렛트, 토토, 타로
- 녹스 - 잭의 여자친구
- 포토제닉 - 오리하라 이즈미
- 천지의 문 - 스이링
- 제노에이지 - 크리스티나 리어드 폰 나미디르
- 레이디안 - 심연 속으로 - 엘렌
- 건담전기 - 아이나 사하린
- 월드 오브 워크래프트 - 페일트리스
- 에어라이더 - 모비
- 아르피엘 - 세실리아 워트워스 하이타워
- 오버워치 - 메르시
- 던전앤파이터 - 우는 눈의 힐더, 메혹의 하니에르
- 수상한 메신저 - 리카
- 그랜드체이스 - 리르 에류엘
  - 그랜드체이스 for kakao - 리르 에류엘
- 음양사 for kakao - 충요사
- 일곱개의 대죄 - 엘라테
- 쿠키런: 킹덤 - 마법사맛 쿠키
- 명조: 워더링 웨이브 - 단근

### 메기타
- YBM 시사 영어사 라디오 CM
- 울어도 좋습니까 (옛날방송국) - 원희
- 대운동회 OVA 닫는 노래 《너를 알고부터》 (with 양정화)